# Casnigo
Casnigo är en ort och kommun i provinsen Bergamo i regionen Lombardiet i Italien. Kommunen hade 3 251 invånare (2018).